# Lucas Búa
Lucas Búa de Miguel (Toledo, 12 gennaio 1994) è un velocista spagnolo.

## Biografia
Ai campionati europei indoor di Glasgow 2019 si è classificato sesto nei 400 m piani. Nella staffetta 4×400 metri ha vinto la medaglia d'argendo, realizzando il primato nazionale con Óscar Husillos, Manuel Guijarro, Bernat Erta, grazie al tempo di 3'06"32.

## Record nazionali
- Staffetta 4×400 m: 3'00"65 ( Londra, 13 agosto 2017) (Óscar Husillos, Lucas Búa, Darwin Echeverry, Samuel García)
- Staffetta 4×400 m indoor: 3'06"32 ( Glasgow, 3 marzo 2019) (Óscar Husillos, Manuel Guijarro, Lucas Búa, Bernat Erta)

## Palmarès
| Anno | Manifestazione          | Sede       | Evento            | Risultato  | Prestazione | Note                                     |
| ---- | ----------------------- | ---------- | ----------------- | ---------- | ----------- | ---------------------------------------- |
| 2011 | Mondiali allievi        | Lilla      | 400 m piani       | Batteria   | 49"04       |                                          |
| 2011 | Mondiali allievi        | Lilla      | Staffetta svedese | Batteria   | 1'57"23     |                                          |
| 2012 | Mondiali juniores       | Barcellona | 400 m piani       | Batteria   | 48"94       |                                          |
| 2012 | Mondiali juniores       | Barcellona | 4×400 m           | Batteria   | 3'14"85     |                                          |
| 2013 | Europei juniores        | Rieti      | 400 m piani       | Batteria   | 49"24       |                                          |
| 2014 | Camp. Mediterraneo U23  | Aubagne    | 400 m piani       | Batteria   | 48"24       |                                          |
| 2014 | Camp. Mediterraneo U23  | Aubagne    | 4×400 m           | Bronzo     | 3'08"46     |                                          |
| 2014 | Europei                 | Zurigo     | 4×400 m           | Batteria   | 3'04"68     |                                          |
| 2015 | World Relays            | Nassau     | 4×400 m           | Batteria   | 3'08"49     |                                          |
| 2015 | Europei under 23        | Tallinn    | 400 m piani       | Batteria   | 46"73       |                                          |
| 2016 | Mondiali indoor         | Portland   | 400 m piani       | Batteria   | 46"86       |                                          |
| 2016 | Europei                 | Amsterdam  | 400 m piani       | Semifinale | 46"26       |                                          |
| 2016 | Europei                 | Amsterdam  | 4×400 m           | Batteria   | 3'04"77     |                                          |
| 2017 | Europei indoor          | Belgrado   | 400 m piani       | 5º         | 46"74       |                                          |
| 2017 | Mondiali                | Londra     | 400 m piani       | Batteria   | 46"00       |                                          |
| 2017 | Mondiali                | Londra     | 4×400 m           | 5º         | 3'00"65     | Record nazionale                         |
| 2018 | Mondiali indoor         | Birmingham | 400 m piani       | Semifinale | 47"14       |                                          |
| 2018 | Mondiali indoor         | Birmingham | 4×400 m           | Batteria   | 3'07"52     |                                          |
| 2018 | Giochi del Mediterraneo | Tarragona  | 400 m piani       | Argento    | 45"91       |                                          |
| 2018 | Giochi del Mediterraneo | Tarragona  | 4×400 m           | Argento    | 3'04"71     |                                          |
| 2018 | Europei                 | Berlino    | 400 m piani       | Semifinale | 45"48       |                                          |
| 2018 | Europei                 | Berlino    | 4×400 m           | Bronzo     | 3'00"78     |                                          |
| 2019 | Europei indoor          | Glasgow    | 400 m piani       | 6º         | 46"92       |                                          |
| 2019 | Europei indoor          | Glasgow    | 4×400 m           | Argento    | 3'06"32     | Record nazionale                         |
| 2021 | Europei indoor          | Toruń      | 400 m piani       | Batteria   | 46"92       |                                          |
| 2021 | World Relays            | Chorzów    | 4×400 m           | Batteria   | 3'06"09     |                                          |
| 2022 | Europei                 | Monaco     | 4×400 m           | 4º         | 3'00"54     | Record nazionale                         |
| 2023 | Europei indoor          | Istanbul   | 4×400 m           | 4º         | 3'06"87     | Miglior prestazione personale stagionale |
| 2024 | World Relays            | Nassau     | 4×400 m           | Batteria   | 3'06"84     |                                          |